# 喬治·布拉托夫
喬治·布拉托夫（1987年10月21日—）是一位保加利亞排球運動員。他是保加利亞國家排球隊的一員，代表保加利亞參加了2015年歐洲排球錦標賽。